# Fu-Gee-La
Fu-Gee-La è un brano musicale dei Fugees, estratto come primo singolo dal loro secondo album The Score. La canzone, prodotta da Salaam Remi, contiene un campionamento di If Loving You Is Wrong, I Don't Want to Be Right di Ramsey Lewis, mentre il ritornello del brano è ispirato a Ooh La La La di Teena Marie.
Nell'album The Score sono stati inseriti anche due remix del brano: il "Refugee Camp Remix" ed il "Sly & Robbie Remix".  È stato un singolo di buon successo commerciale per il gruppo, arrivando a guadagnare anche un disco d'oro in Nuova Zelanda e in altri paesi.

## Tracce

### Lato A
1. Fu-Gee-La (Album Version) (4:15)
2. Fu-Gee-La (Refugee Camp Remix) (4:24)
3. Fu-Gee-La (Refugee Camp Remix Instrumental) (4:22)
4. Fu-Gee-La (Album Version A Capella) (4:08)

### Lato B
1. How Many Mics (4:22)
2. Fu-Gee-La Side Mix) (4:15)
3. Fu-Gee-La (Sly & Robbie Mix) (5:33)
4. How Many Mics (A Capella) (4:16)

## Classifiche
| Classifica (1996) | Posizioni più alte |
| ----------------- | ------------------ |
| Svizzera          | 9                  |
| Austria           | 14                 |
| Francia           | 22                 |
| Paesi Bassi       | 5                  |
| Belgio            | 8                  |
| Svezia            | 10                 |
| Finlandia         | 16                 |
| Australia         | 43                 |
| Nuova Zelanda     | 11                 |